# Otoblastus luteomarginatus
Otoblastus luteomarginatus är en stekelart som först beskrevs av Johann Ludwig Christian Gravenhorst 1829.  Otoblastus luteomarginatus ingår i släktet Otoblastus och familjen brokparasitsteklar. Arten är reproducerande i Sverige. Inga underarter finns listade i Catalogue of Life.